# Romería (Film)
Romería ist ein Filmdrama von Carla Simón. Es handelt sich um den letzten Film einer Trilogie, die von der großen Familiengeschichte der katalanischen Regisseurin inspiriert ist und mit Fridas Sommer und Alcarràs – Die letzte Ernte begann. Im Film spielt die Newcomerin Llúcia Garcia eine junge Frau, die versucht, eine Geschichte über ihren Vater und die Liebesgeschichte ihrer Mutter zu rekonstruieren. Romería feierte im Mai 2025 bei den Internationalen Filmfestspielen in Cannes seine Premiere und soll im weiteren Verlauf des Jahres 2025 in die spanischen Kinos kommen.

## Handlung
Im Sommer 2004. Die 18-jährige Cineastin Marina hat gerade die Highschool abgeschlossen und bereitet sich auf ihr Filmstudium in Barcelona vor. Als sie quer durchs Land nach Vigo reist und versucht, mit der Familie ihres verstorbenen Vaters in Kontakt zu treten, um von ihnen eine Unterschrift für ein Stipendium einzuholen, die eine Verwandtschaft anerkennt, und mehr über ihre Eltern und deren Liebesgeschichte herauszufinden, wird sie von ihrem Onkel Lois und einer Schar von Cousins zu einem entspannten Tag bei den malerischen Cíes-Inseln eingeladen. Als sie zu ihren Großeltern gebracht wird, stößt der Teenager jedoch auf Widerstand. Sie versuchen die Erinnerungen an den Drogensüchtigen, der an AIDS starb, so gut wie möglich zu verdrängen. Die Scham ist einfach zu groß.
Was sie in Vigo erlebt und erfährt hält Marina in einem Videotagebuch fest.

## Produktion

### Filmstab, Idee und Filmtitel

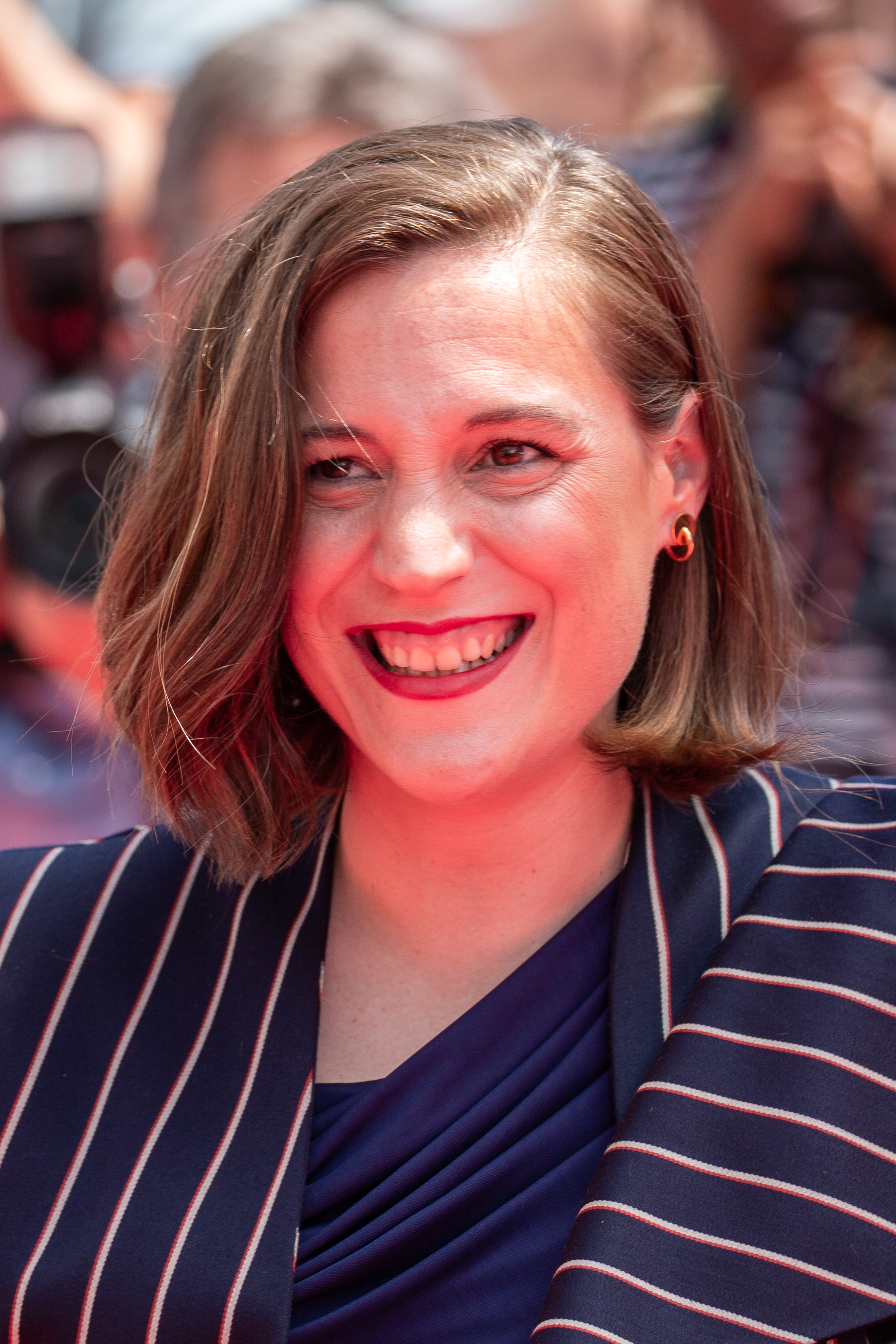
Regisseurin Carla Simón

Regie führte Carla Simón, die auch das autobiografische Drehbuch schrieb.
Es handelt sich um den letzten Film einer Trilogie, die von der großen Familiengeschichte der katalanischen Regisseurin inspiriert ist und mit Fridas Sommer und Alcarràs – Die letzte Ernte begann. Die Idee für Romería entstand aus einigen Briefen, die Carla Simóns Mutter von vielen Orten aus geschrieben hatte, viele davon aus Vigo, wo sie mit Simóns drogenabhängigen Vater lebte. Beide starben im Sommer 1993 an AIDS. Deren Tod verarbeite Simón bereits im ersten Teil der Trilogie, in dem sie ihre Gefühlswelt als damals Sechsjährige filmisch rekonstruierte. Romería knüpft somit an die Prämisse des ersten Films an. Sowohl für Fridas Sommer als auch für Alcarràs – Die letzte Ernte wurde die Regisseurin mit dem Goya ausgezeichnet. Filmeditorin Ana Pfaff, die gemeinsam mit Sergio Jiménez den Filmschnitt übernahm, war bereits für letzteren Film tätig.
Der spanische Begriff Romería bezeichnet auf der Iberischen Halbinsel eine religiöse Prozession oder eine Wallfahrt, die bei einem heiligen Ort, einer Wallfahrtskapelle oder einer Ermita endet beziehungsweise stattfindet.

### Besetzung

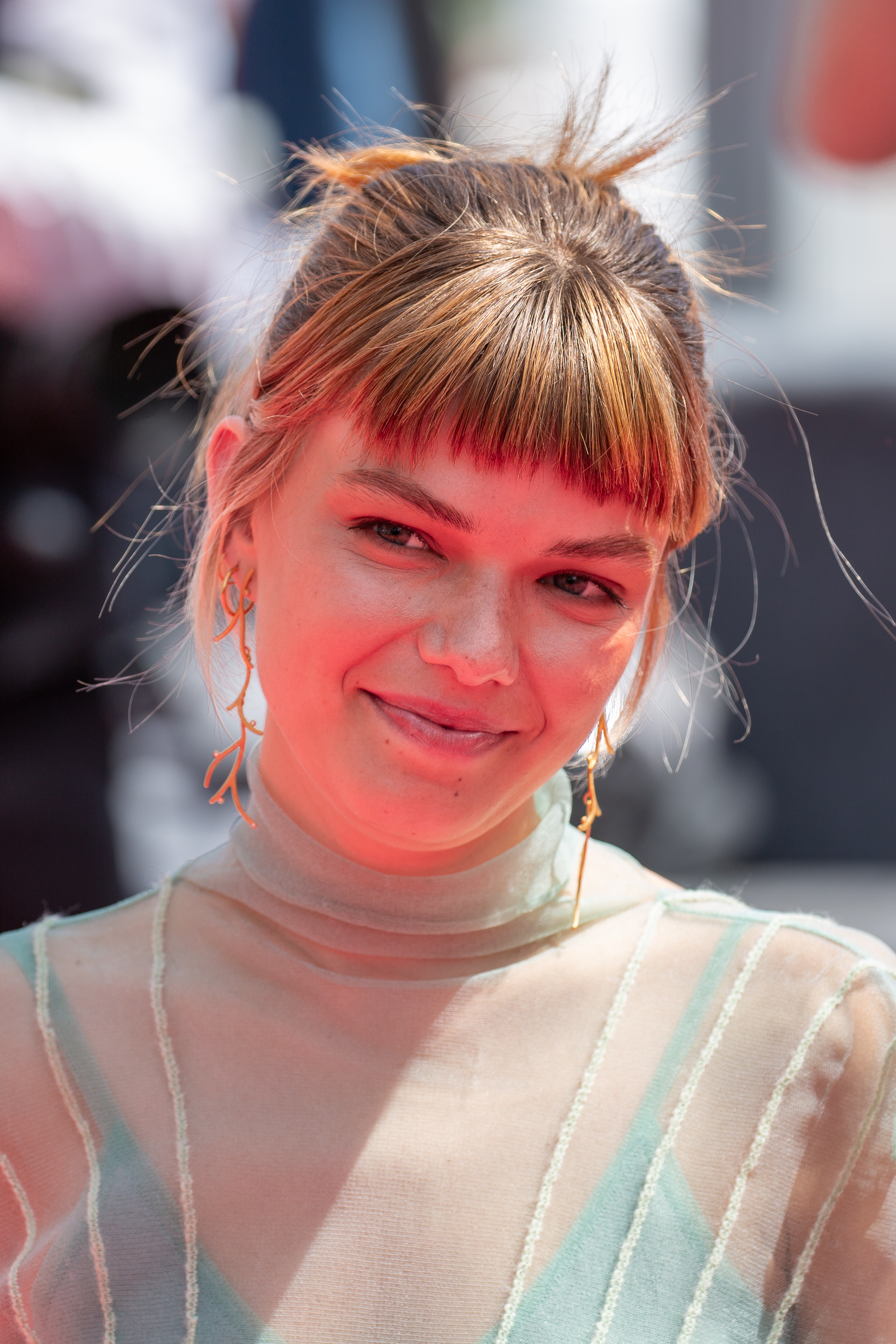
Llúcia Garcia spielt Marina

Die Newcomerin Llùcia Garcia spielt die Protagonistin Marina, Simóns Alter Ego. Sie und ihre Produzentin hatten sie im Barcelonaer Stadtteil Gràcia gecastet, als sie von einem Pfadfindertreffen zurückkehrte und mit einem Rucksack aus dem Bus stieg. Tristán Ulloa, bekannt aus Serien wie Berlín und Der Fall Asunta, spielt ihren Onkel Lois und Marina Troncoso und  José Ángel Egido ihre Großmutter und ihren Großvater. Mitch Robles spielt ihren ältesten Cousins Nuno. Eine weitere Rolle wurde mit Janet Novás besetzt, die in Jaione Cambordas Film O Corno in der Hauptrolle zu sehen war. Weiter auf der Besetzungsliste finden sich Celine Tyll, Miryam Gallego, Sara Casasnovas und José Ángel Egid. Das Casting übernahm María Rodrigo.

### Filmförderung und Dreharbeiten
Romería erhielt von der Filmförderungsanstalt eine finanzielle Unterstützung in Höhe von 200.000 Euro.
Die Dreharbeiten für Romería wurden Anfang August 2024 begonnen und fanden in Vigo in der spanischen Provinz Pontevedra in der autonomen Region Galicien statt. Aus dem auch als „Olivenstadt“ bezeichneten Vigo stammte der Vater der katalanischen Regisseurin. Als Kamerafrau fungierte die Französin Hélène Louvart, die in der Vergangenheit mit Filmemacherinnen wie Eliza Hitman, Lynne Ramsay und Alice Rohrwacher zusammenarbeitete.

### Filmmusik und Veröffentlichung
Auch mit Filmkomponist Ernest Pipó arbeitete Simón bereits für Alcarràs zusammen.
Die Premiere des Films war am 21. Mai 2025 bei den Internationalen Filmfestspielen in Cannes, wo er im Wettbewerb um die Goldene Palme konkurrierte. Hier stellte mk2 Films Romería auch beim Marché du film vor.  Im Juli 2025 wird er bei Nowe Horyzonty gezeigt und im August 2025 beim Melbourne International Film Festival. Im September 2025 wird er bei der Filmkunstmesse Leipzig gezeigt. Ende September, Anfang Oktober 2025 sind Vorstellungen beim New York Film Festival geplant. Im weiteren Verlauf des Jahres 2025 soll er in die spanischen Kinos kommen.

## Rezeption

### Kritiken
Von den bei Rotten Tomatoes aufgeführten Kritiken sind 86 Prozent positiv.

### Auszeichnungen
Internationale Filmfestspiele von Cannes 2025
- Nominierung für die Goldene Palme (Carla Simón)

Sydney Film Festival 2025
- Nominierung im Offiziellen Wettbewerb[18]